# ATP Challenger Liuzhou
Das ATP Challenger Liuzhou (offizieller Name: Liuzhou Open) war ein Tennisturnier in Liuzhou, das 2018 und 2019 ausgetragen wurde. Es war Teil der ATP Challenger Tour und wurde im Freien auf Hartplatz gespielt.

## Liste der Sieger

### Einzel
| Jahr | Sieger                      | Finalgegner       | Ergebnis       |
| ---- | --------------------------- | ----------------- | -------------- |
| 2019 | Alejandro Davidovich Fokina | Denis Istomin     | 6:3, 5:7, 7:65 |
| 2018 | Radu Albot                  | Miomir Kecmanović | 6:2, 4:6, 6:3  |

### Doppel
| Jahr | Sieger                       | Finalgegner                          | Ergebnis         |
| ---- | ---------------------------- | ------------------------------------ | ---------------- |
| 2019 | Michail Jelgin Denis Istomin | Nam Ji-sung Song Min-kyu             | 3:6, 6:4, [10:6] |
| 2018 | Gong Maoxin Zhang Ze         | Hsieh Cheng-peng Christopher Rungkat | 6:3, 2:6, [10:3] |